# トーマス・マイスナー
トーマス・マイスナー（Thomas Meißner、1991年3月26日 - ）は、ドイツ・バイエルン州シュヴァインフルト出身のプロサッカー選手。ハンザ・ロストック所属。ポジションは、ディフェンダー(CB)。

## 経歴
2014–15シーズンからMSVデュースブルクに加入。
2016年7月、ADOデン・ハーグに加入。